# Dercetisoma puncticollis
Dercetisoma puncticollis es una especie de insecto coleóptero de la familia Chrysomelidae. Fue descrita científicamente en 1889 por Jacoby.